# Associazione Sportiva Cosenza 1948-1949
Questa voce raccoglie le informazioni che riguardano l'Associazione Sportiva Cosenza nelle competizioni ufficiali della stagione 1948-1949.

## Rosa
| N. |                   | Ruolo | Calciatore            |
| -- | ----------------- | ----- | --------------------- |
|    | Italia (bandiera) | P     | Francesco Biasi       |
|    | Italia (bandiera) | A     | Guido Corbelli        |
|    | Italia (bandiera) | D     | Bruno Crola           |
|    | Italia (bandiera) | D     | Alberto Delfrati      |
|    | Italia (bandiera) | C     | Francesco Del Morgine |
|    | Italia (bandiera) | A     | Adriano Gè            |
|    | Italia (bandiera) | A     | Vincenzo Geraci       |
|    | Italia (bandiera) | A     | Ubaldo Leonetti       |

| N. |                   | Ruolo | Calciatore        |
| -- | ----------------- | ----- | ----------------- |
|    | Italia (bandiera) | D     | Gino Manni        |
|    | Italia (bandiera) | P     | M. Mari           |
|    | Italia (bandiera) | C     | Giorgio Michelini |
|    | Italia (bandiera) | A     | Alfredo Ragona    |
|    | Italia (bandiera) | A     | S. Tapparello     |
|    | Italia (bandiera) | C     | D. Trombino       |
|    | Italia (bandiera) | C     | Claudio Zaro      |